# Polder Meerzicht

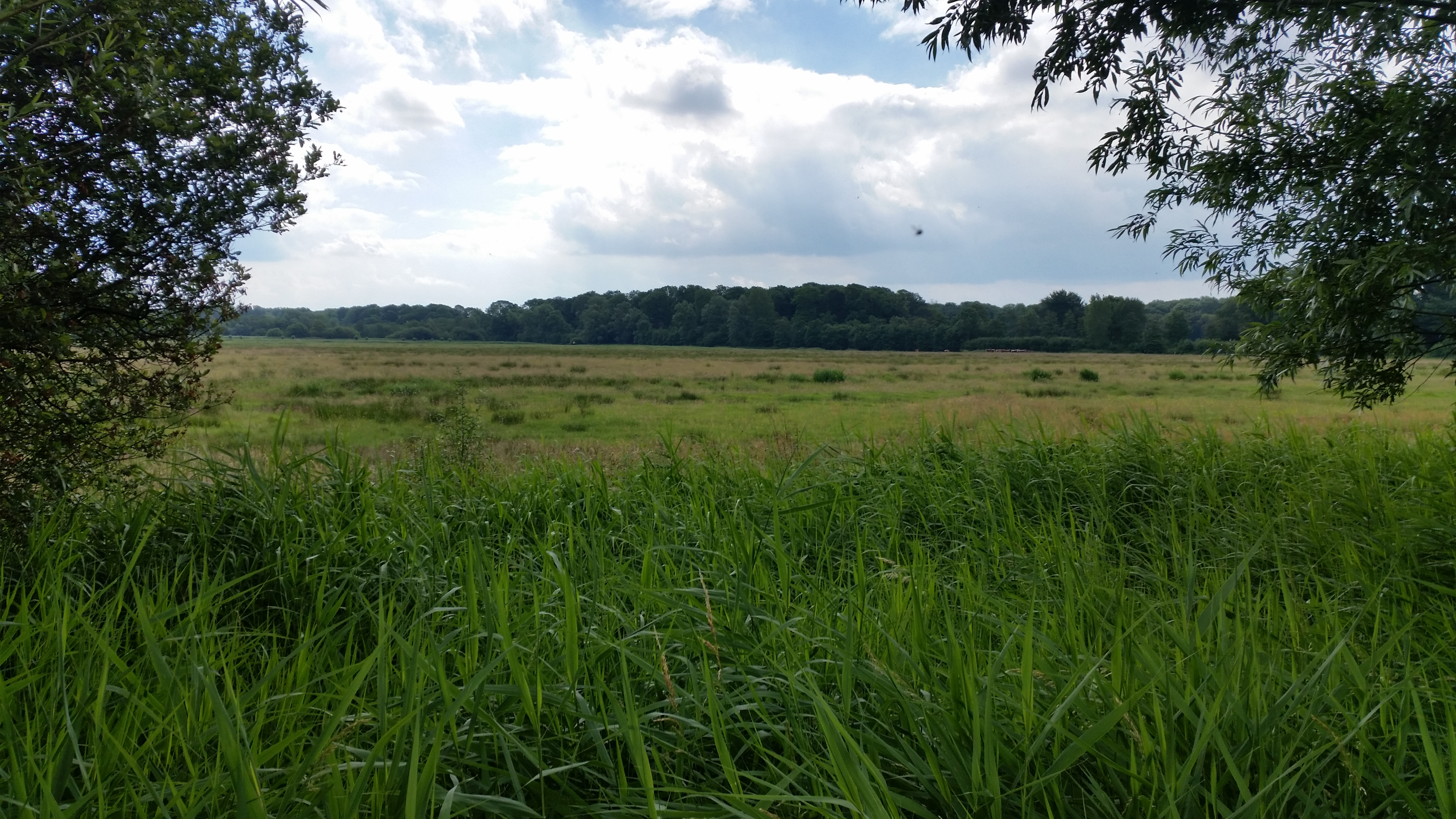
Polder Meerzicht vanaf het pad naar het veer (juni 2019)

Polder Meerzicht en Meerzichteilanden zijn twee gebieden aan de noordwestrand van het Amsterdamse deel van het Amsterdamse Bos.

## Polder Meerzicht
Deze polder van 336,503 m² ontstond als kwelder op de rand van de Nieuwe Meer en de Haarlemmermeer in Noord-Holland. Zij lag buiten de Koenenkade toen nog de dijk die het gebied ten zuiden van haar droog moest houden. De kwelders waren nutteloos, want er groeiden riet en knotwilgen in een drassig veengebied. Toen de Haarlemmermeer werd drooggelegd, werd deze kwelder aan de zuidrand van de Nieuwe Meer ook ingepolderd. Het gebied ligt in het noordwesten van het Amsterdamse Bos en heeft een weilandstructuur. Het gebied is geliefd bij weidevogels en vogelaars. Het dijkje om de polder is openbaar toegankelijk voor voetgangers (en deels ook fietsers). Het is de kade waar gedurende het zomerseizoen het voetveer De Oeverlanden–Amsterdamse Bos aanlegt en vertrekt. Aan de zuidwestrand staat restaurant Meerzicht.

## Meerzichteilanden
Aan de westkant van de polder liggen (opnieuw buitendijks) een aantal eilandjes, de Meerzichteilanden. Ze worden meer bezocht door vogels dan door bezoekers, want liggen aan de rand van het bos, waar er geen sprake is van bos. Het heeft de oorspronkelijke begroeiingen behouden, dus riet en knotwilgen. De eilandjes zijn door middel van zeven houten bruggen verbonden, waarbij twee bruggen 1514 en 1520 de in- en toegang vormen, de overige bruggen verbinden de eilandjes. Er lagen vermoedelijk vanaf 1967 bruggen. Deze werden in 1979 vervangen door een zevental gelijkvormige bruggen van elk 2,20 meter breed en 6,72 meter lang. Ze worden gedragen door Azobe-palen van 8,50 meter lang en verder 20 × 20 cm en hebben houten liggers en houten wandeldekken. Alle zeven bruggen hebben slechts een leuning aan een zijde, welke ondersteund wordt door een driehoeksconstructie, die buiten de brug hangt. Die donkerbruine leuningen bestaan elk uit twee gelijke delen die door deuvels verbonden zijn. Ontwerper van de bruggen is Dirk Sterenberg van de Dienst der Publieke Werken, hij was na Piet Kramer en Dick Slebos de derde architect van bruggen in het Amsterdamse Bos.

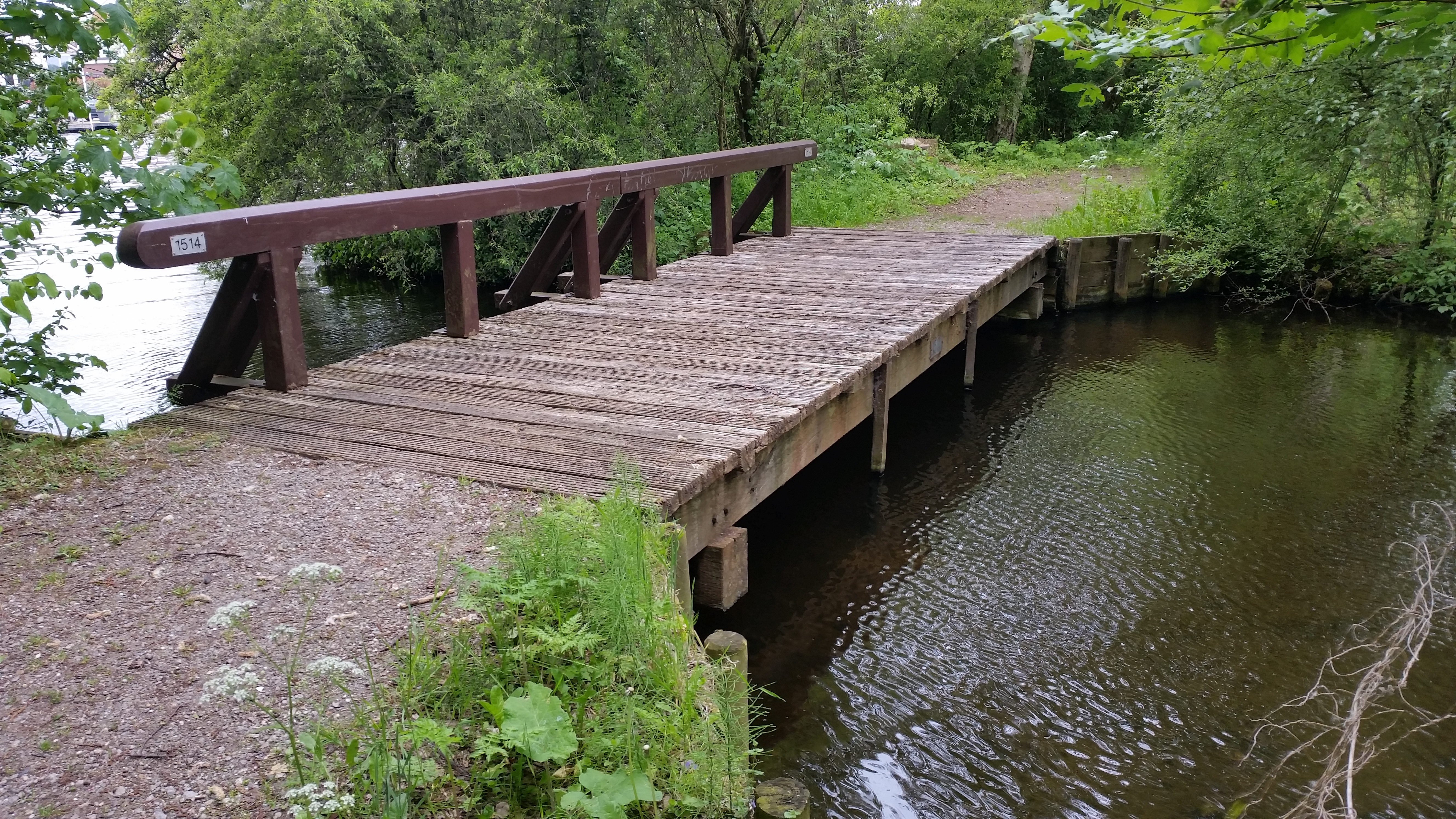
Overzicht van brug 1514 (mei 2019)
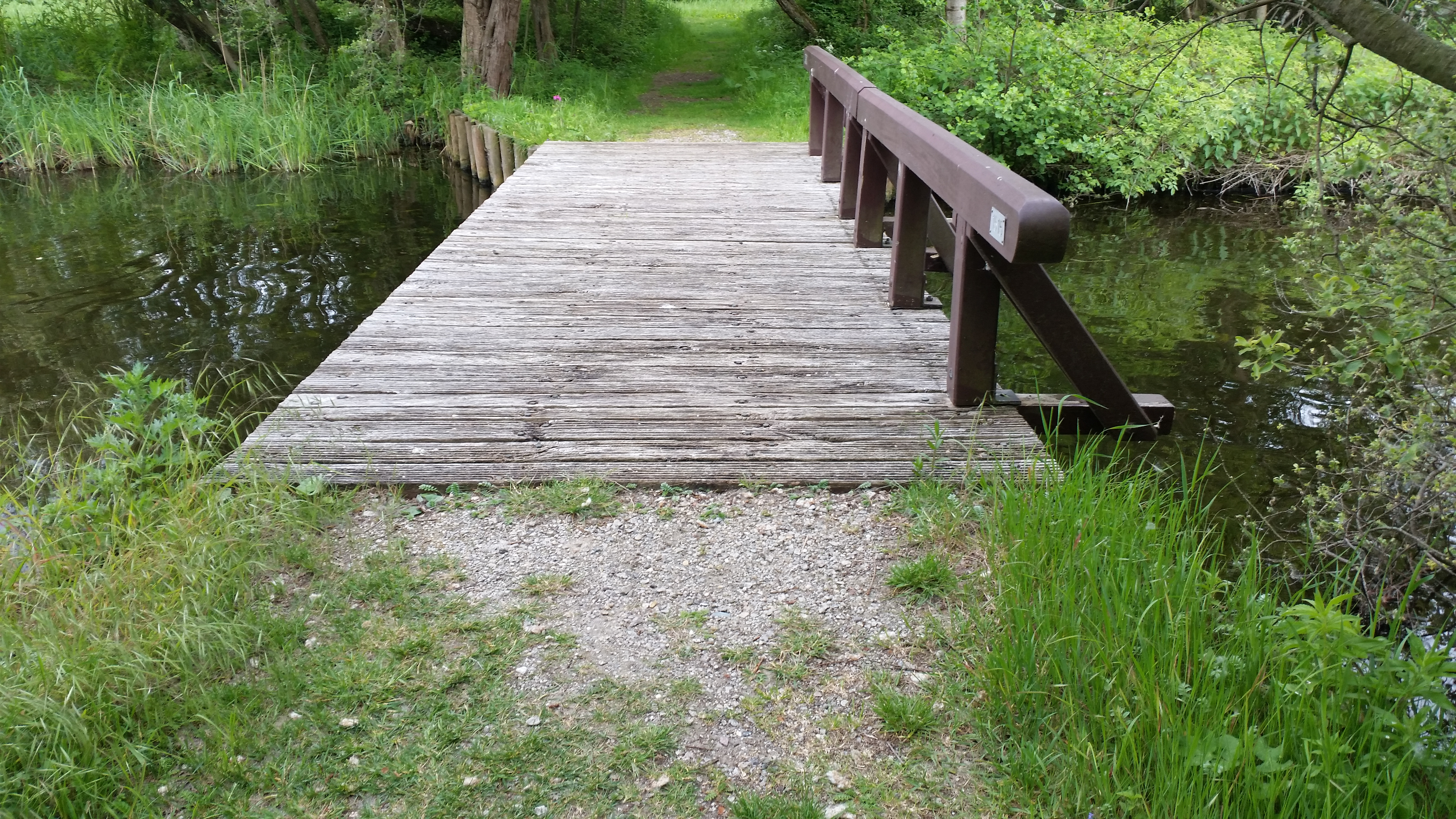
Overzicht van brug 1515 (mei 2019)
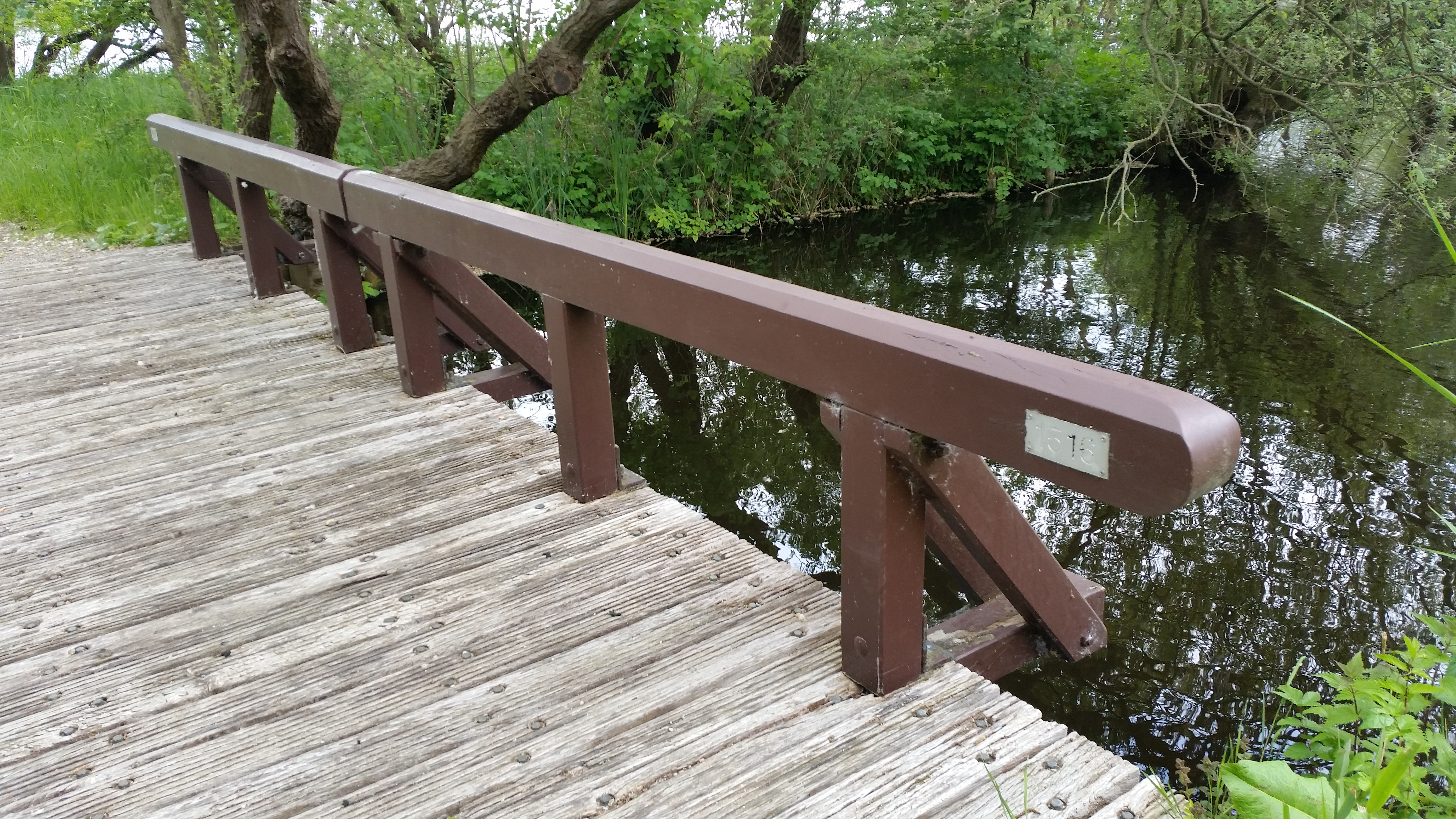
Leuning van brug 1516 (mei 2019)
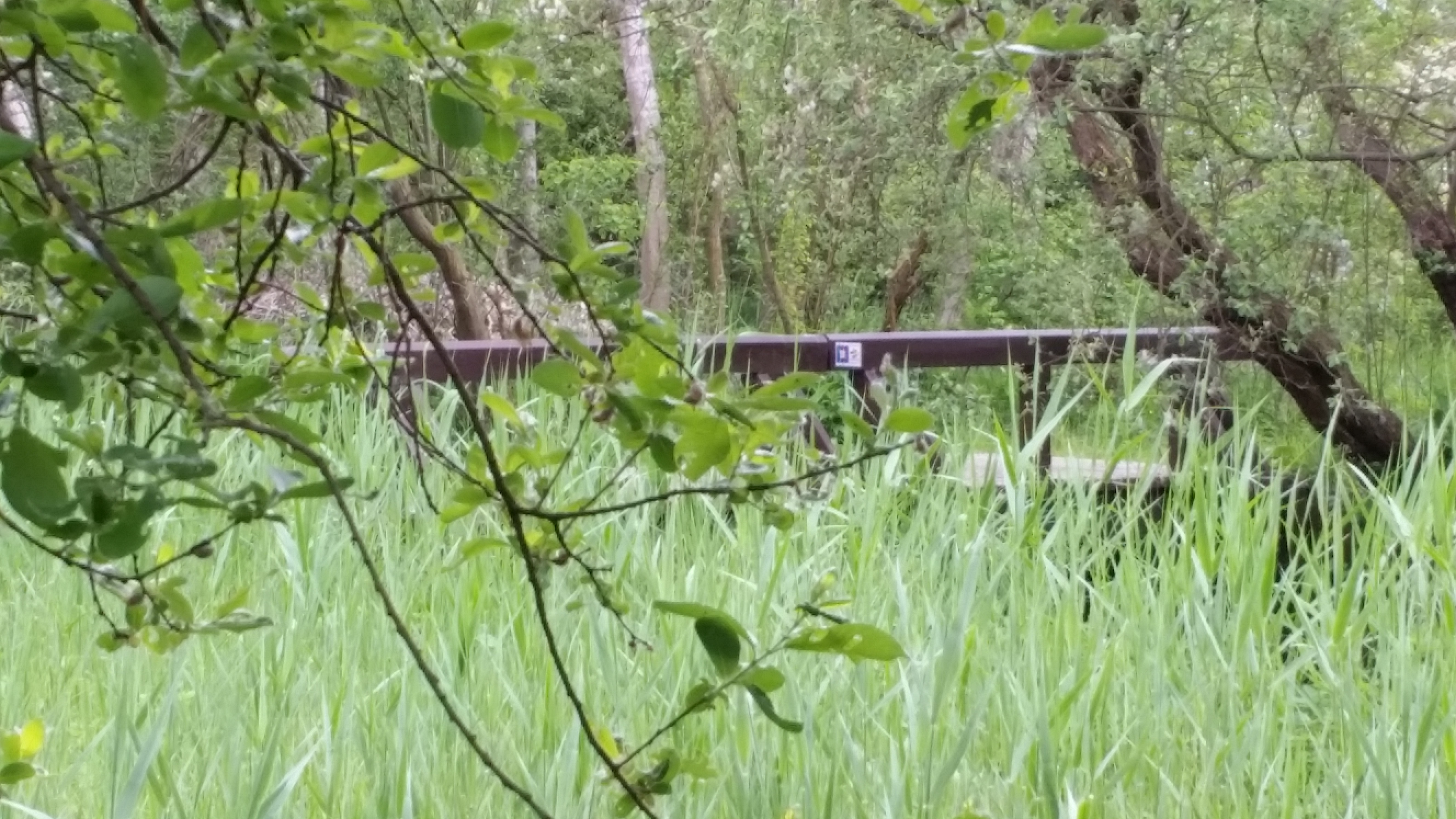
Brug 1517 in haar omgeving (mei 2019)
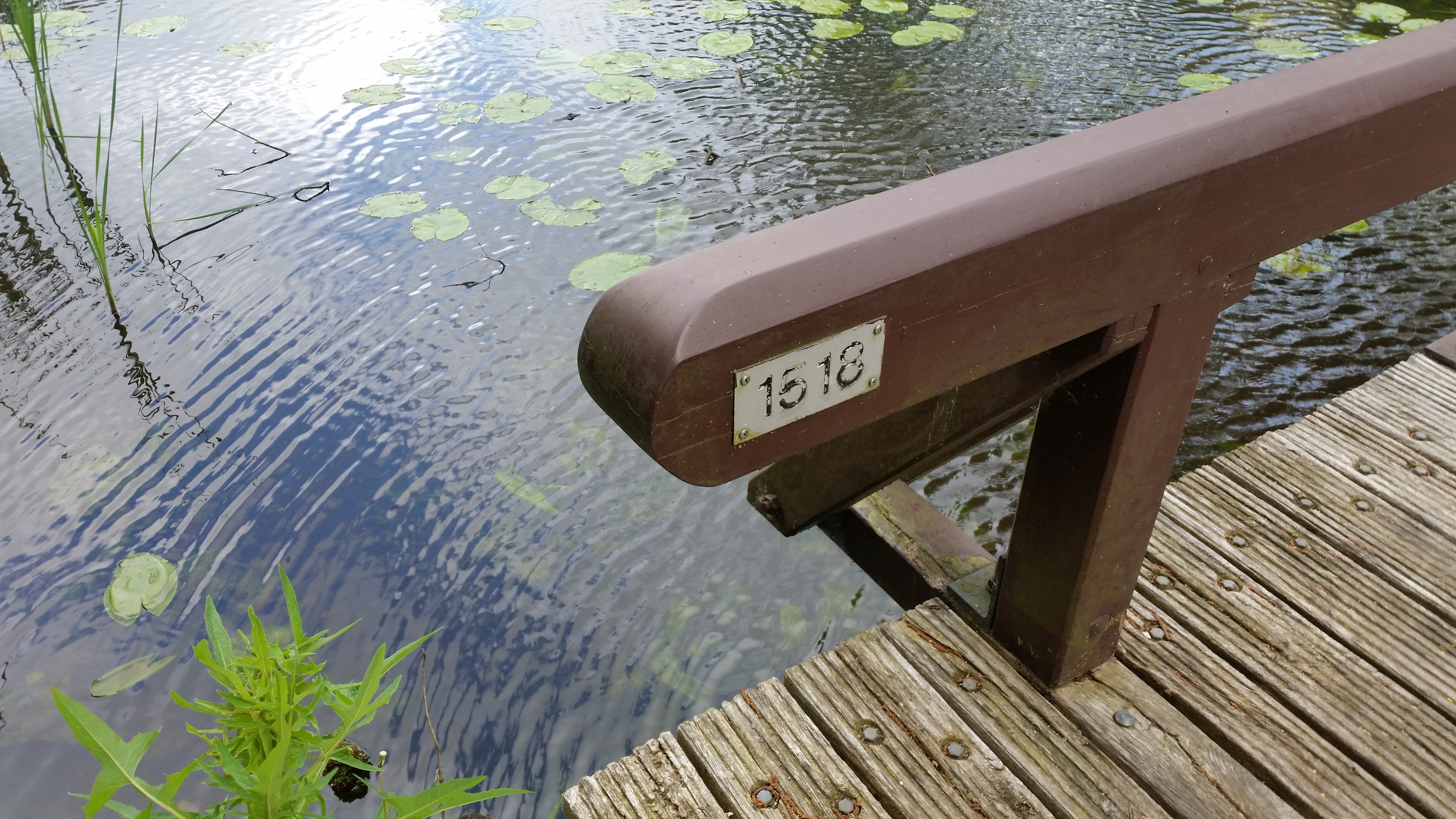
Nummerplaat brug 1518 (mei 2019)
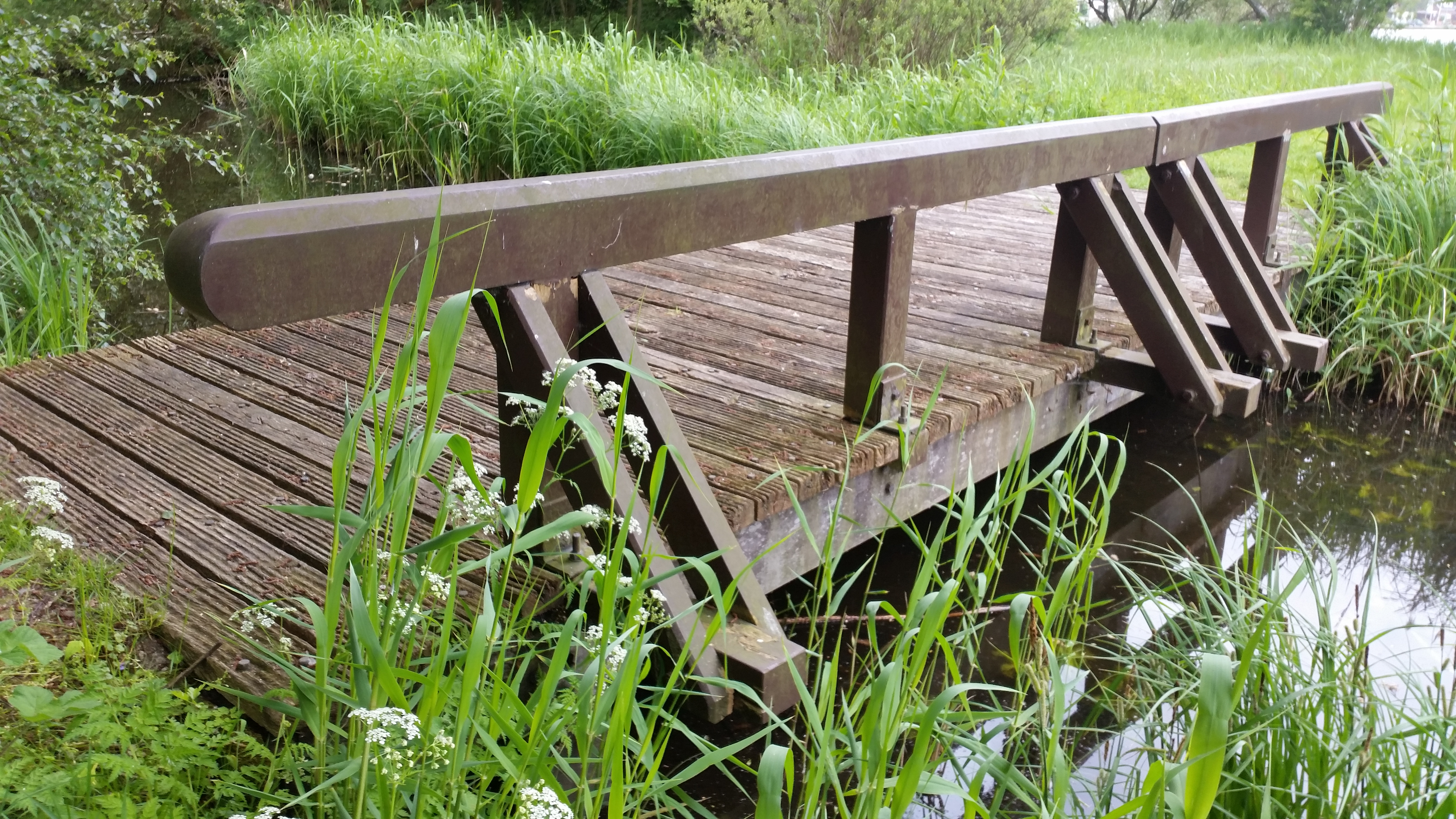
Leuning brug 1519 (mei 2019)
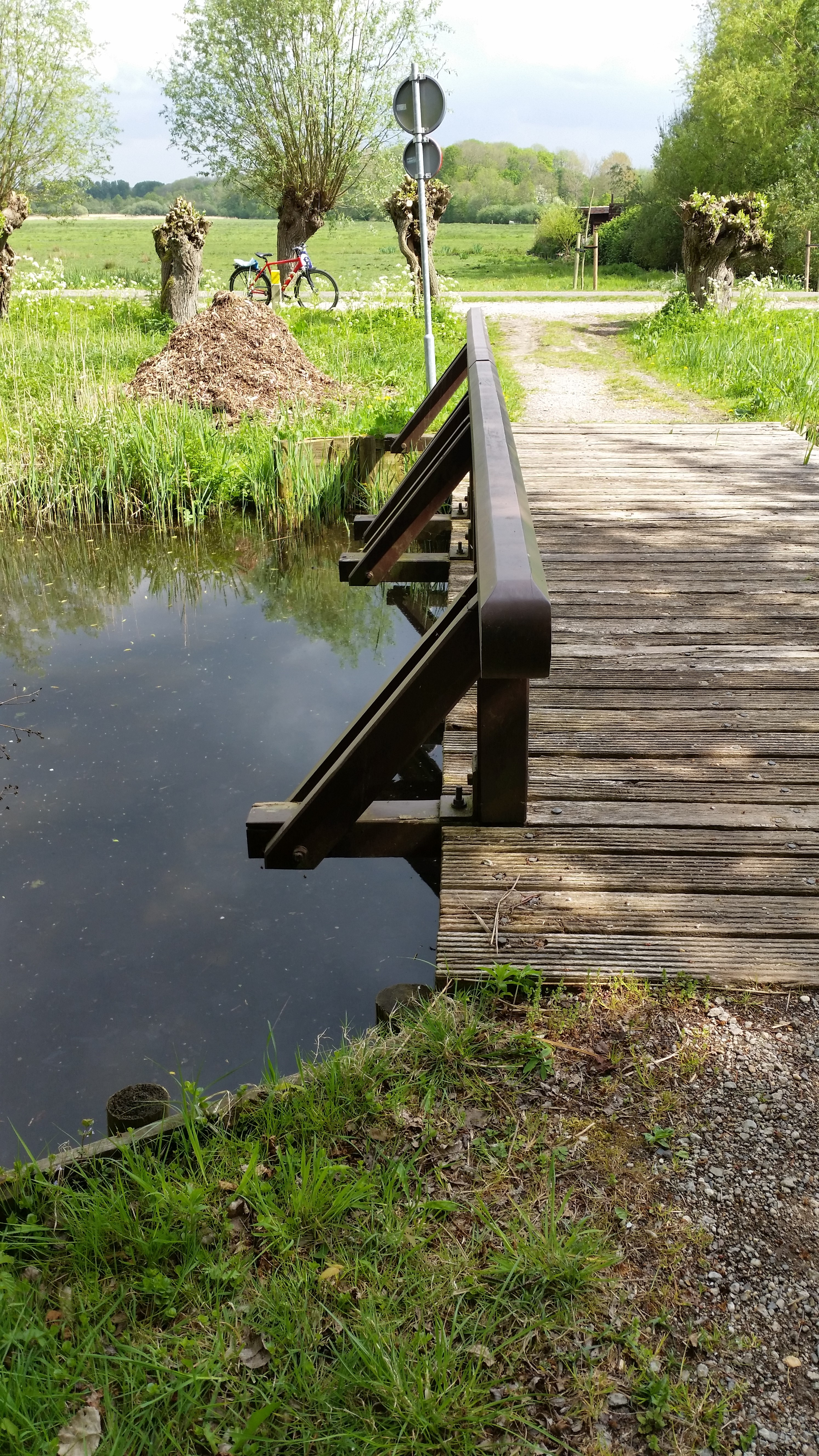
Brug 1520 met Polder Meerzicht (april 2019)